# カスカワスポーツ
カスカワスポーツは、山形県山形市に本部を置く企業。

## 概要
山形県内に3店舗構えるスポーツ用品店「カスカワスポーツ」などを運営している。各店舗ごとに違ったスポーツ用品を特化して取り揃えているのが特徴。又、宮城県仙台市にはファッション水着ネット通販専門店のZABOON、ウォーキングシューズ専門店の歩楽人を展開している。冬季は山形蔵王温泉スキー場の蔵王ロープウェイ山麓駅前にある蔵王レストハウスも運営している他、楽天市場とYAHOO!にオンラインショップも開設している。

## 沿革
- 1948年（昭和23年）10月10日 - カスカワ運動具店として個人開業。（本社及び本店：山形市十日町）
- 1957年（昭和31年）9月3日 - 株式会社カスカワ運動具店を法人組織にする。
- 1991年（平成3年）1月1日 - 株式会社カスカワスポーツに商号変更。
- 1998年（平成10年）12月1日 - 山形市松波町に本社、本店を移転。
- 2003年（平成15年）10月1日 - 現在の山形市南原町に本社、本店を移転。
- 2008年（平成20年）4月6日 - ファッション水着専門店「ZABOON仙台」を営業開始。
- 2008年（平成20年）4月15日 - ウォーキングシューズ専門店「歩楽人」を営業開始。

## 店舗
公式サイト店舗紹介を参照。